# Nauki o zarządzaniu
Nauki o zarządzaniu – dyscyplina naukowa w dziedzinie nauk społecznych.

## Historia
Według wcześniej obowiązującej w Polsce klasyfikacji zarządzanie było domeną nauk ekonomicznych, stąd dyscyplina ta była określana jako organizacja i zarządzanie. Później interdyscyplinarne podejście do zarządzania, zwłaszcza wykorzystania psychologii oraz innych nauk społecznych i humanistycznych, zaowocowało dychotomicznym podejściem do nauk o zarządzaniu. Szczegółowe przepisy w tym zakresie zawarto w dwóch aktach prawnych:
- Uchwała Centralnej Komisji do Spraw Stopni i Tytułów z dnia 23 czerwca 2003 r. w sprawie określenia dziedzin nauki i dziedzin sztuki oraz dyscyplin naukowych i artystycznych[1]
- Ustawa z 14 marca 2003 o stopniach naukowych i tytule naukowym oraz o stopniach i tytule w zakresie sztuki[2]

Zgodnie z rozporządzeniem Ministra Edukacji i Nauki z dnia 11 października 2022 r. w sprawie dziedzin nauki i dyscyplin naukowych oraz dyscyplin artystycznych, wydanym na podstawie art. 5 ust. 3 ustawy z dnia 20 lipca 2018 r. – Prawo o szkolnictwie wyższym i nauce, nauki o zarządzaniu są dyscypliną naukową w dziedzinie nauk społecznych.